# Premio Eino Leino
Premio Eino Leino es un galardón literario que se otorga anualmente en Finlandia en honor a Eino Leino, poeta finlandés de principios del siglo XX. 
Desde 1956 la Sociedad Eino Leinon otorga el premio a un escritor por un trabajo valioso o actividad editorial considerada valiosa. Se otorga en el campo de la literatura nacional o de su investigación, pero principalmente en la poesía.
El importe del premio es de 5.200 euros y, desde 1995, es donado por la Fundación del Libro de Finlandia. El ganador también recibe un diploma de honor y una medalla diseñada por Lauri Leppänen.

## Premiados
| 1956 Viljo Kajava1957 Helvi Juvonen1958 Rabbe Enckell1959 Simo Puupponen1960 Olavi Paavolainen1961 Juha Mannerkorpi1962 Pertti Nieminen1963 Paavo Haavikko1964 Arvo Salo1965 Hagar Olsson1966 Einari Vuorela1967 Marja-Leena Mikkola1968 Kerttu Kauniskangas1969 Mirjam Polkunen1970 Heikki Palmu1971 Vilhelm Helander y Mikael Sundman1972 Raoul Palmgren | 1973 Arvo Turtiainen1974 Kaisa Korhonen1975 Henrik Tikkanen1976 Eila Kivikk'aho1977 Nils-Börje Stormbom1978 Jukka Vieno1979 Mirkka Rekola1980 Elvi Sinervo1981 Väinö Kirstinä1982 Hannu Mäkelä1983 Pentti Linkola1984 Erno Paasilinna1985 Hannu Salama1986 Claes Andersson1987 Helvi Hämäläinen1988 Jyrki Pellinen1989 Tuomas Anhava | 1990 Olli Jalonen1991 Ilpo Tiihonen1992 Jaan Kaplinski1993 Jyrki Kiiskinen y Jukka Koskelainen1994 Risto Ahti1995 Caj Westerberg1996 Risto Rasa1997 Thomas Warburton1998 Raija Siekkinen1999 Kai Nieminen2000 Sirkka Turkka2001 Markku Into2002 Virpi Hämeen-Anttila y Jaakko Hämeen-Anttila2003 Tuomari Nurmio2004 Veijo Meri2005 Antti Hyry2006 Juha Hurme | 2007 Eira Stenberg2008 Eeva Luotonen2009 Hannele Huovi2010 J. K. Ihalainen2011 Kari Aronpuro2012 Martti Anhava2013 Leif Salmén2014 Kimmo Pietiläinen2015 Leevi Lehto2016 Liisa Enwald2017 Leena Krohn2018 Kirsi Kunnas2019 Jaana Koistinen2020 Johanna Venho2021 Miia Toivio2022 Kaiho Nieminen |